# Episodi di Poirot (prima stagione)
La prima stagione di Poirot è composta da 10 episodi della durata di 52 minuti.
| nº | Titolo originale                  | Titolo italiano                    | Prima TV Inghilterra | Prima TV Italia |
| -- | --------------------------------- | ---------------------------------- | -------------------- | --------------- |
| 1  | The Adventure of the Clapham Cook | L'avventura della cuoca di Clapham | 8 gennaio 1989       | 1990            |
| 2  | Murder in the Mews                | Delitto nei Mews                   | 15 gennaio 1989      | 1990            |
| 3  | The Adventure of Johnnie Waverly  | A mezzogiorno in punto             | 22 gennaio 1989      | 1990            |
| 4  | Four and Twenty Blackbirds        | La torta di more                   | 29 gennaio 1989      | 1990            |
| 5  | The Third Floor Flat              | L'appartamento al terzo piano      | 5 febbraio 1989      | 1990            |
| 6  | Triangle at Rhodes                | Triangolo a Rodi                   | 12 febbraio 1989     | 1990            |
| 7  | Problem at Sea                    | Un problema in alto mare           | 19 febbraio 1989     | 1990            |
| 8  | The Incredible Theft              | Il furto incredibile               | 26 febbraio 1989     | 1990            |
| 9  | The King of Clubs                 | Il re di fiori                     | 12 marzo 1989        | 1990            |
| 10 | The Dream                         | Il sogno                           | 19 marzo 1989        | 1990            |

## L'avventura della cuoca di Clapham
- Titolo italiano alternativo: Il mistero della cuoca scomparsa
- Titolo originale: The Adventure of the Clapham Cook
- Diretto da: Edward Bennett

### Trama
Mrs Ernestine Todd, di Clapham, chiede a Poirot di aiutarla a trovare la sua cuoca, Eliza, che è scomparsa. Poirot, che mira ad accettare solo casi significativi, si sente inizialmente insultato per una richiesta così banale. Comunque, decide di accettare il caso e, notandone le stranezze, decide di investigare a fondo anche quando i datori di lavoro si ritirano.
Racconto originale: L'avventura della cuoca di Clapham, tratto da I primi casi di Poirot

## Delitto nei Mews
- Titolo italiano alternativo: Omicidio perfetto
- Titolo originale: Murder in the Mews
- Diretto da: Edward Bennett

### Trama
Hastings è preoccupato che con tutti i fuochi d'artificio che esploderanno intorno a Londra il 5 novembre in occasione della Guy Fawkes Night nessuno si accorgerebbe di uno sparo. E proprio nel giro di poche ore Poirot si ritrova ad investigare su di una morte violenta. All'inizio sembra che una giovane donna, in procinto di sposarsi con un importante membro del parlamento, si sia suicidata, ma Poirot non è convinto di questa teoria. 
Racconto originale: Delitto nei Mews, primo racconto del libro Quattro casi per Hercule Poirot.

## A mezzogiorno in punto
- Titolo italiano alternativo: Chi ha rapito Johnnie Waverly?
- Titolo originale: The Adventure of Johnnie Waverly
- Diretto da: Renny Rye

### Trama
Un signorotto di campagna, William Waverly, erede di un'antica famiglia aristocratica, si rivolge a Poirot dopo aver ricevuto delle lettere ricattatorie nelle quali si minaccia di rapire il figlioletto di tre anni, Johnny, a mezzogiorno in punto. Poirot e Hastings si recano alla magione per investigare e aiutare Waverly a sventare il pericolo di sequestro del bambino. Dopo esser apparso refrattario alla richiesta di Waverly e di Poirot di indagare sul caso, anche l'Ispettore Capo James Japp si reca nella villa, assieme a un gruppo di poliziotti, per proteggere il bambino. Ma, all'ora predetta, dopo un falso allarme, Johnny viene rapito e si cerca di ritrovare il bimbo e scoprirne gli autori. Ma Poirot sospetta sia tutta una farsa.
Racconto originale: A mezzogiorno in punto, settimo racconto del libro Tre topolini ciechi e altre storie.

## La torta di more
- Titolo italiano alternativo: Legami di sangue
- Titolo originale: Four and Twenty Blackbirds
- Diretto da: Renny Rye

### Trama
Viene ucciso Anthony Gascoigne, un uomo abitudinario che al ristorante ordina sempre le stesse cose. Qualche ora prima dell'omicidio Anthony si era recato al ristorante dove andava sempre, solo che questa volta aveva ordinato cibi diversi dal solito, tra cui una porzione di torta alle more. Hercule Poirot si incuriosisce e decide di indagare sul caso. Alla fine scopre che il nipote di Anthony si era travestito da suo zio ed era andato a mangiare al ristorante al posto suo, ma aveva ordinato cose che allo zio non piacevano. In seguito era tornato a casa e aveva ucciso il signor Gascoigne, ereditando i soldi che il fratello Henry Gascoigne aveva lasciato allo zio.
Racconto originale: La torta di more, ottavo racconto del libro Tre topolini ciechi e altre storie

## L'appartamento al terzo piano
- Titolo italiano alternativo: Omicidio al terzo piano
- Titolo originale: The Third Floor Flat
- Diretto da: Edward Bennett

### Trama
Hercule Poirot riesce a guarire da un potente raffreddore tenendosi impegnato nella risoluzione di un omicidio  nell'appartamento sito due piani sotto al suo.  
Riuscirà a risolvere l'enigma con una soluzione del tutto inattesa.
Tratto da: I primi casi di Poirot

## Triangolo a Rodi
- Titolo originale: Triangle at Rhodes
- Regia di: Renny Rye
- Produttore Esecutivo: Nick Elliott, Linda Argan
- Produttore: Brian Eastman
- Credits parziali: David Suchet, Frances Low, Jon Cartwright, Annie Lambert

### Trama
Poirot è in vacanza al Palace Hotel sull'isola di Rodi quando si trova alle prese con quello che sembra uno dei cliché più triti della commedia borghese: il triangolo amoroso.
Lui, lei, l'altro. Lei, Valentine Chantry, muore avvelenata.
Racconto originale: Triangolo a Rodi, quarto racconto del libro Quattro casi per Hercule Poirot.

## Un problema in alto mare
- Titolo italiano alternativo: Crociera con il morto
- Titolo originale: Problem at Sea
- Diretto da: Renny Rye

### Trama
Poirot ed Hastings si trovano a bordo di un vaporetto diretto ad Alessandria. Poirot si riprende dal suo consueto mal di mare per interessarsi ad alcuni compagni di viaggio, in particolare i Clapperton. La ricca signora Clapperton è offensivamente scortese nei confronti dei comuni mortali, mentre il colonnello Clapperton pare non sia affatto un colonnello, ma un musicista in pensione. All'arrivo ad Alessandria, la signora Clapperton viene trovata morta nella sua cabina e Poirot trova un buon numero di sospettati.
Racconto originale: Un problema in alto mare, nono racconto del libro In tre contro il delitto.

## Il furto incredibile
- Titolo italiano alternativo: Furto di idee
- Titolo originale: The Incredible Theft
- Diretto da: Edward Bennett

### Trama
Questa volta non ci sono morti, ma è in ballo la sicurezza nazionale e internazionale. Lord Mayfield, un costruttore di aerei, prova ad intrappolare una spia nella sua casa di campagna, ma il suo piano fallisce miseramente. Lady Mayfield cerca Poirot, che svela alcune verità familiari e tra colpi di scena e un finale rocambolesco svelerà la soluzione.
Racconto originale: Il furto incredibile, secondo racconto del libro Quattro casi per Hercule Poirot.

## Il re di fiori
- Titolo italiano alternativo: Omicidio dietro le quinte
- Titolo originale: The King of Clubs
- Diretto da: Renny Rye

### Trama
L'adorabile giovane attrice Valerie St Clair, promessa sposa del principe Paul di Maurania, è l'unica testimone dell'omicidio di Henry Reedburn, un losco e prepotente produttore cinematografico. Il principe Paul si appella a Poirot per salvare Valerie dai sospetti della polizia e il grande detective scopre un indovinello su cui meditare - "Quando un omicidio non è un omicidio?"
Racconto originale: Il re di fiori, settimo racconto del libro Il mondo di Hercule Poirot.

## Il sogno
- Titolo italiano alternativo: Sogno premonitore
- Titolo originale: The Dream
- Diretto da: Edward Bennett

### Trama
L'uomo d'affari milionario Benedict Farley, noto eccentrico, consulta Poirot su alcuni brutti sogni ricorrenti - sogna infatti ripetutamente di uccidersi. Purtroppo non segue alcuni buoni consigli suggeriti da Poirot e così quando viene trovato morto, il detective non crede al suicidio e sospetta un piano di omicidio basato sull'ipnosi.
Racconto originale: Il sogno, settimo racconto del libro In tre contro il delitto.